# 27827 Ukai
27827 Ukai (tên chỉ định: 1993 XJ1) là một tiểu hành tinh vành đai chính. Nó được phát hiện bởi Masanori Hirasawa và Shohei Suzuki ở Mount Nyukasa Station ở Nhật Bản ngày 9 tháng 12 năm 1993. Nó được đặt theo tên Kazuhiko Ukai.